# Mankivka, Svatove
Mankivka (în ucraineană Маньківка) este localitatea de reședință a comunei Mankivka din raionul Svatove, regiunea Luhansk, Ucraina.

## Demografie
Componența lingvistică a localității Mankivka
     Ucraineană (91,9%)
     Rusă (8,1%)
Conform recensământului din 2001, majoritatea populației localității Mankivka era vorbitoare de ucraineană (91,9%), existând în minoritate și vorbitori de rusă (8,1%).